# Nitrure de magnésium
Le nitrure de magnésium est un solide ionique formé de l'ion nitrure (formule : N3−) et de l'ion magnésium (formule : Mg2+).
Sa formule brute est : Mg3N2.